# Apotheker

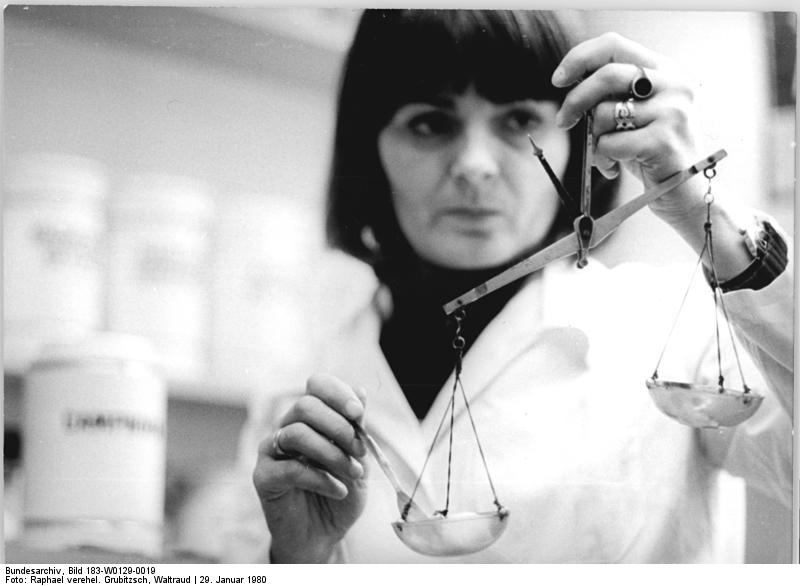
Apothekerin mit Feinwaage, 1980

Apotheker (von griechisch-lateinisch apot[h]ecarius, etwa „Krämer“ oder „Gewürzkrämer“, als Betreiber einer apotheca) sind Pharmazeuten, die als Fachkräfte zur Abgabe von Arzneimitteln berechtigt sind. Sie beschäftigen sich insbesondere mit der Entwicklung, Herstellung, Prüfung und Abgabe von Arzneimitteln einschließlich der Beratung von Verbrauchern und anderen Beteiligten im Gesundheitswesen (in Deutschland gemäß § 2 Abs. 3 BApO). Hierzu sind profunde Kenntnisse der Galenik, Pharmakologie, Physiologie, Chemie, Biologie, Biochemie, Analytik und Qualitätssicherung notwendig, welche im Pharmaziestudium erworben werden. Der Beruf zählt als akademischer Heilberuf zu den klassischen Kammerberufen.

## Geschichte

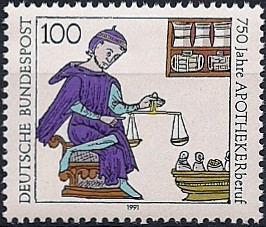
750 Jahre Beruf des Apothekers: deutsche Briefmarke von 1991

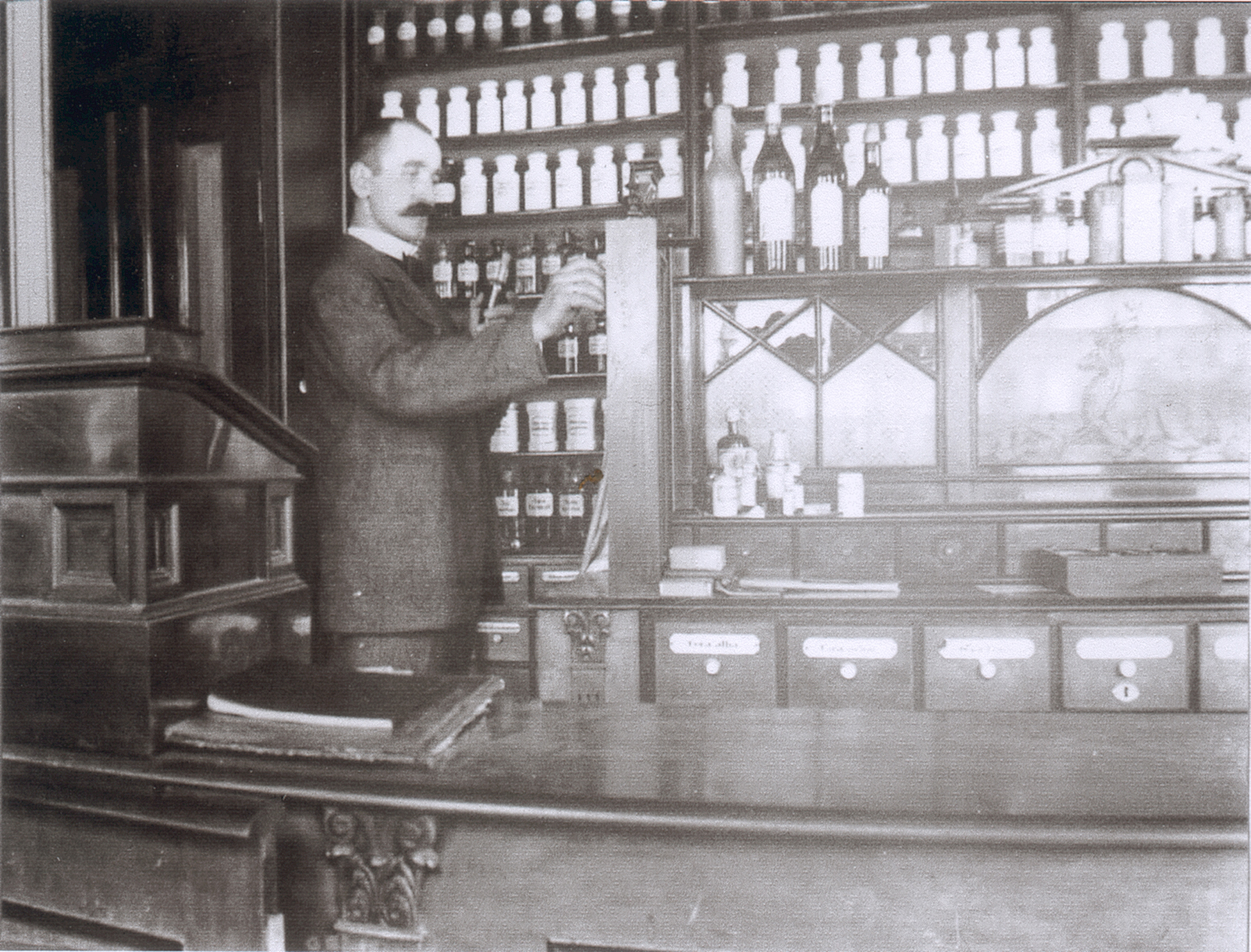
Apotheker in Bergen, Norwegen. 19. Jahrhundert

Im in Süditalien verfassten Circa instans, einer im 12. Jahrhundert publizierten Schrift aus der Schule von Salerno, wird bezüglich der apothecarii bereits kritisch vor Medikamentenfälschungen gewarnt, werden diese exemplarisch dargestellt und Apothekerkritik wird dahingehend geübt, was das betrügerische Abwiegen von Arzneidrogen, die Bevorzugung schlechterer Ware und die Substitution wertvoller durch billige Zutaten betrifft.
1231 wurde vom Stauferkaiser Friedrich II. ein von zahlreichen Gelehrten zusammengestelltes Gesetzeswerk initiiert, das als „Liber Augustalis“ (auch „Constitutiones regni utriusque Siciliae“ – Bestimmungen für das Königreich beider Sizilien) auf dem Hoftag in Melfi (Basilicata) beraten wurde und ab September 1231 Gültigkeit erlangte. In den folgenden Jahren gab es zahlreiche Nachträge, darunter um 1241 als „Edikt von Salerno“ mehrere Paragraphen, die das Medizinalwesen betrafen. In einem dieser Nachträge wird der Arztberuf von dem des im Mittelalter häufig auch therapeutisch tätigen Apothekers abgegrenzt: Ärzte dürfen keine Apotheke besitzen oder daran beteiligt sein; Arzneimittelpreise wurden gesetzlich festgeschrieben, um Preistreiberei zu verhindern; der Apotheker musste einen Eid leisten. Es ist davon auszugehen, dass es Arzneibereiter/Apotheker (dort confectionarii genannt) in diesem bzw. im mediterranen Gebiet bereits gab, denn einer gesetzlichen Regelung bedarf nur etwas, für das es auch Regelungsnotwendigkeit gibt, beispielsweise durch Überschneidung von Berufsbildern. So wird das Berufsbild des vom Arzt unterschiedenen apothecarius bereits um das Jahr 1100 im sogenannten „Liber iste“ (sowie um 1170 im „Liber mitis“ von dem an der Domschule von Parma unter anderem Medizin lehrenden Guido d’Arezzo (Guido von Arezzo der Jüngeren) der auch chirurgische Vorlesungen des Roger Frugardi redigiert herausgegeben hat) deutlich greifbar. Auch wenn das Datum 1241 als „Gründungsdatum“ des Apothekerstandes gilt: Der Liber Augustalis hatte ausschließlich im Königreich Sizilien Gültigkeit. Er beeinflusste aber eine Reihe von Rechtsverordnungen auch nördlich der Alpen und wurde letztlich zum Vorbild der Apothekengesetzgebung in ganz Europa.
Im deutschen Sprachraum kamen Apotheken und Apotheker im heutigen Sinn im Laufe des 14. Jahrhunderts auf. In Würzburg etwa ist der erste „moderne“ Apotheker, Meister Heinrich der Apotheker, ab 1406 belegt.
Vom 16. bis ins 20. Jahrhundert hinein vertrieben Buckelapotheker Olitäten in ganz Mitteleuropa.
Einer der neben Konrad Schreck von Aschaffenburg († um 1523) bedeutendsten, auch als pharmazeutischer Fachautor und medizinischer Berater tätigen Apotheker des deutschen Mittelalters war der an der Apotheke des Jakob Schwarzmurer im Haus Zum Kiel tätige Zürcher Pharmakognost Hans Minner (* um 1415/20; † nach 1480).
Heute erfährt der Apotheker in einem mehrjährigen Studium eine umfassende Ausbildung unter anderem zu den Themen: Arzneimittel, Arzneimittelherstellung, Arzneimittelprüfung, Arzneimittelwirkungen inklusive Wechsel- und Nebenwirkungen sowie Physiologie und klinischer Pharmazie.

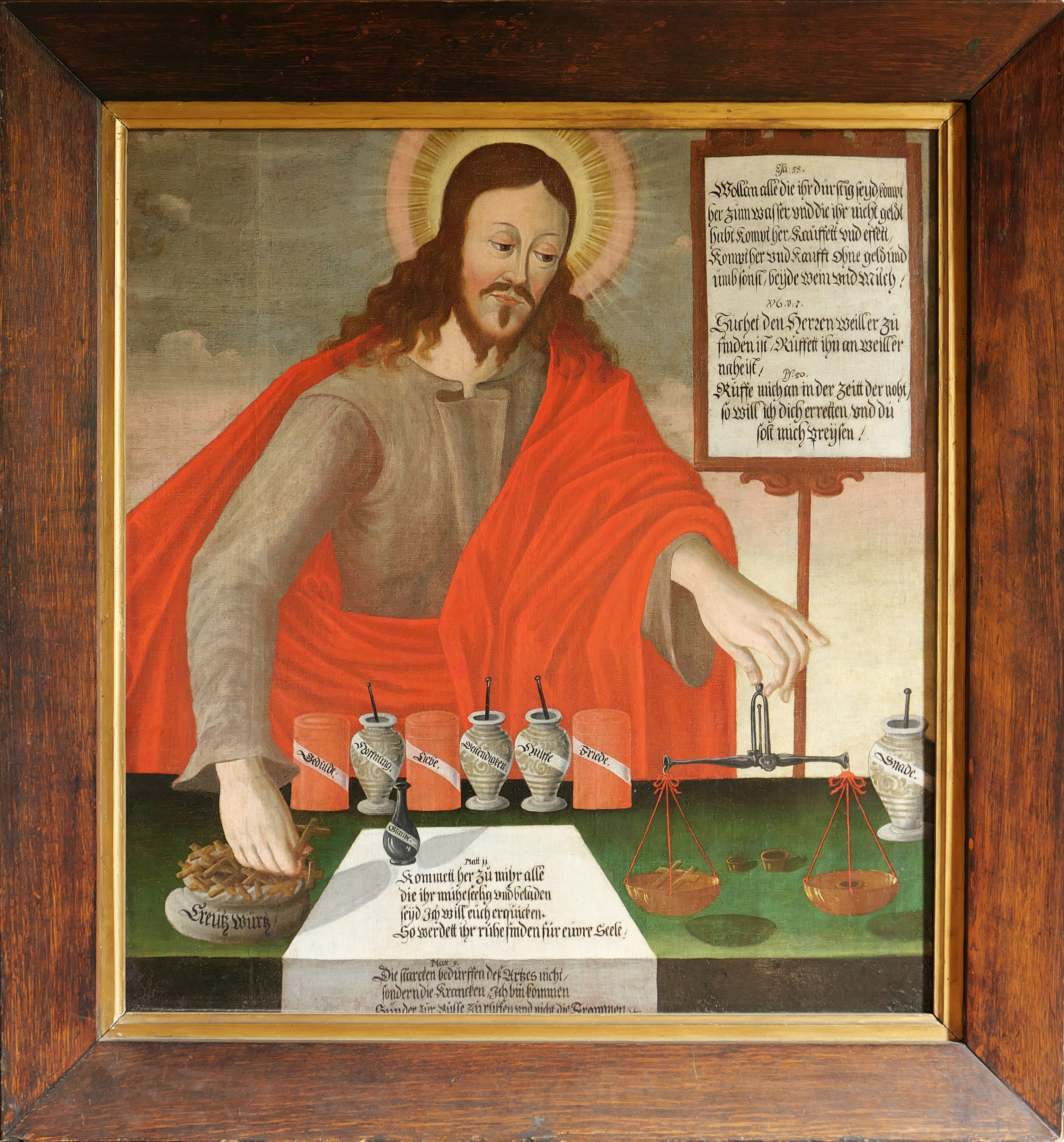
Das Ölgemälde „Christus als Apotheker“ im rechten Querschiff der Heilig-Geist-Kirche in Werder

## Schutzpatrone, „Christus als Apotheker“
Schutzpatrone der Apotheker sind die heiligen Zwillingsbrüder Cosmas und Damian, die Kranke unentgeltlich behandelten, und der Erzengel Raphael.
Ein Ausdruck des Vertrauens, dass der Apotheker zur Heilung beitragen kann, ist das Gemälde Christus als Apotheker in der Heilig-Geist-Kirche in Werder. Theodor Fontane beschreibt es in seinen Wanderungen durch die Mark Brandenburg: „Christus […] steht an einem Dispensir-Tisch, eine Apotheker Wage in der Hand. Vor ihm, wohlgeordnet, stehen acht Büchsen, die auf ihren Schildern folgende Inschriften tragen: Gnade, Hilfe, Liebe, Geduld, Friede, Beständigkeit, Hoffnung, Glauben.“

## Deutschland
Im Jahr 2023 gab es in Deutschland 69.798 berufstätige Apotheker (Frauenanteil: 71,3 %), davon 53.178 in der öffentlichen Apotheke. Die Zahl der Pharmaziestudierenden betrug 16.064 im Jahr 2022.
Der Beruf des Apothekers ist nach dem berufsständischen Selbstverständnis ein „freier Beruf“. Apotheker absolvieren ein vierjähriges Studium, an das sich eine praktische Ausbildung von einem Jahr anschließt.
Das Betreiben einer Apotheke ist in der Bundesrepublik Deutschland seit 1960 an die Approbation des betreibenden Apothekers gebunden. Die zuvor bestehende traditionelle Konzessionierung wurde als verfassungswidrig erklärt.

### Pharmazeutische Ausbildung

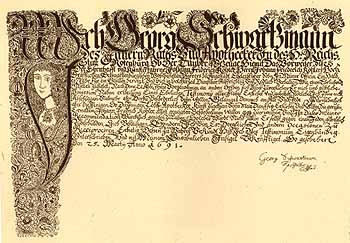
Apothekerzeugnis aus Rothenburg ob der Tauber, 1691.

Die gesetzliche Grundlage der pharmazeutischen Ausbildung in Deutschland bilden die Bundes-Apothekerordnung und die Approbationsordnung für Apotheker. Die Ausbildung beginnt mit dem Studium der Pharmazie an einer Universität und umfasst mindestens acht Semester (vier Jahre) mit einer achtwöchigen Famulatur in der vorlesungsfreien Zeit. Es folgt für den zukünftigen Apotheker das Praktische Jahr (PJ), von dem mindestens sechs Monate in einer öffentlichen Apotheke abgelegt werden müssen. Die restliche Zeit kann wahlweise in einer Krankenhaus- oder Bundeswehrapotheke, in der pharmazeutischen Industrie, an einem Universitätsinstitut bzw. vergleichbarer Einrichtung oder in einer Arzneimitteluntersuchungsstelle absolviert werden, wobei ein Apotheker als ausbildungsberechtigte Person zugegen sein muss.
Die Pharmazeutische Prüfung (Staatsexamen) wird in drei Abschnitten abgelegt. Nach dem Ablegen des dritten Abschnitts kann die Approbation beantragt werden, die zur Ausübung des Apothekerberufs berechtigt. Dafür sind außer dem Examen unter anderem auch eine ärztliche Bescheinigung, dass man in gesundheitlicher Hinsicht zur Ausübung des Apothekerberufs geeignet ist, und ein polizeiliches Führungszeugnis erforderlich. Erst nach Erteilung der Approbation darf die Berufsbezeichnung „Apotheker“ geführt werden. Im Falle schwerer Verfehlungen (wie etwa Straftaten) kann die staatliche Apothekenaufsicht den Entzug der Approbation veranlassen. Die Betroffenen werden angehört und können Rechtsmittel einlegen.
Der Frauenanteil unter den Studenten ist hoch; zum Beispiel betrug er 73 % im Wintersemester 2009/10 und 70 % im Wintersemester 2014/15.
| Jahr | Studierende | Approbationen | Berufstätige Apotheker, gesamt | Berufstätige Apotheker in öff. Apotheken |
| ---- | ----------- | ------------- | ------------------------------ | ---------------------------------------- |
| 2005 |             |               | 54.508                         | 46.276                                   |
| 2010 |             |               | 58.932                         | 48.695                                   |
| 2015 | 15.548      | 2.025         | 62.757                         | 50.356                                   |
| 2020 | 16.307      | 2.551         | 67.856                         | 52.996                                   |
| 2021 | 16.208      | 2.405         | 68.791                         | 53.285                                   |
| 2022 | 16.064      | 2.418         | 69.625                         | 53.461                                   |

### Weiterbildung
Nach Abschluss des Studiums bzw. nach dem Eintritt in das Berufsleben ergeben sich vielfältige Weiterbildungsmöglichkeiten.
- An einigen Universitäten kann nach Abschluss des zweiten Staatsexamens (also z. B. im Rahmen des praktischen Jahres) eine Diplomarbeit bearbeitet werden. Diese dauert 6 Monate und schließt mit dem akademischen Grad Diplom-Pharmazeut ab.
- Des Weiteren bieten einige Universitäten auch Bachelor- bzw. Master-Studiengänge an.[23] Masterstudiengänge dauern in der Regel ein Jahr. Man kann bereits nach dem zweiten Staatsexamen im praktischen Jahr damit anfangen.
- Außerdem kann nach Abschluss des zweiten Staatsexamens eine Promotion zum Dr. rer. nat. (in Frankfurt am Main: Dr. phil. nat.) oder Dr. rer. med.[24] begonnen werden. Die Promotion dauert in der Regel 3–5 Jahre und verbessert die Chance, einen Arbeitsplatz in der pharmazeutischen Industrie oder bei Bundesoberbehörden, wie zum Beispiel dem BfArM, zu bekommen.
- Im Anschluss an die Approbation kann eine Weiterbildung zum Fachapotheker erfolgen. Die Weiterbildung gibt es etwa zum Apotheker für Allgemeinpharmazie, Klinische Pharmazie, Arzneimittelinformation, Pharmazeutische Technologie oder Pharmazeutische Analytik sowie für Toxikologie und Ökologie. Die Weiterbildungszeit beträgt in der Regel drei Jahre. Den Abschluss bildet ein Fachgespräch.[25] Weiterbildung in den genannten Fachgebieten dient der Vertiefung von Kenntnissen und Fertigkeiten und wird in manchen Berufsfeldern gefordert (z. B. Krankenhauspharmazie). Die Führung einer Fachgebietsbezeichnung ist auch im Rahmen der Weiterbildungermächtigung erforderlich. Sie ermöglicht jedoch keine weiteren rechtlichen Verantwortlichkeiten.
- Unabhängig von der Weiterbildung in einem Fachgebiet besteht die Möglichkeit in einem Spezialisierungsbereich eine Zusatzbezeichnung zu erwerben. Zusatzbezeichnungen können in den Bereichen Ernährungsberatung, Prävention & Gesundheitsförderung, Naturheilverfahren & Homöopathie, Onkologische Pharmazie, Geriatrische Pharmazie und Infektiologie erworben werden.[26] Der Ausbildungsumfang ist geringer als bei der Weiterbildung in einem Fachgebiet.

### Durchschnittliches Gehalt
In der öffentlichen Apotheke in Deutschland beträgt das monatliche Gehalt für einen approbierten angestellten tarifgebundenen Apotheker seit dem 1. Januar 2020 genau 3529 (im 1. Berufsjahr) bis 4279 Euro (ab dem 11. Berufsjahr) bei einer Arbeitszeit von 40 Stunden pro Woche und 34 Urlaubstagen. Diese Zahlen gelten in fast allen Kammerbezirken. In Nordrhein-Westfalen sind es ab 1. Januar 2020 genau 3511 Euro (1.–2. Berufsjahr) bis 4.202 Euro (ab dem 10. Berufsjahr).
In der Regel werden allerdings deutlich höhere außertarifliche Gehälter verhandelt, auch aufgrund des momentanen Apothekermangels in Deutschland. So stellt die Bundesagentur für Arbeit seit 2013 ein ausgewiesenes Defizit an Apothekern fest und deklariert diesen als „Mangelberuf“.
Die Vergütung von angestelltem Apothekenpersonal wird durch den Gehaltstarif geregelt. Die Tarifverträge im Apothekenwesen werden zwischen ADEXA – Die Apothekengewerkschaft, und dem ADA (Arbeitgeberverband Deutscher Apotheken) bzw. der Tarifgemeinschaft der Apothekenleiter (TGL) Nordrhein abgeschlossen.
Höhere Gehälter werden in Krankenhausapotheken gezahlt, in der Pharmaindustrie sind Einstiegsgehälter von 40.000–50.000 Euro/Jahr (ohne Promotion), bzw. 50.000–65.000 Euro/Jahr (mit Promotion) üblich. In Landes- und Bundesbehörden werden angestellte bzw. beamtete Apotheker entweder nach dem TVÖD und nach der entsprechenden Beamtenbesoldung bezahlt. Einstiegsstufen sind die Stufen E 13 bzw. A 13.

### Amtsapotheker
Eine weitere Tätigkeit ist die als Amtsapotheker. Je nach Bundesland handelt es sich um festangestellte oder verbeamtete Apotheker, deren Aufgabe darin besteht, den ordnungsgemäßen Betrieb von öffentlichen Apotheken, Krankenhausapotheken und pharmazeutischen Unternehmen zu überwachen. In manchen Bundesländern wird diese Funktion auch von ehrenamtlichen Pharmazieräten ausgeübt, die als Ehrenbeamte nach einer Gebührenordnung für ihre Dienstausübung entgolten werden und meistens in einem anderen Ort des zuständigen Kammerbezirk als Apotheker tätig sind, oftmals sogar in selbständiger Funktion.
Zur Überwachungstätigkeit gehört z. B. auch die Kontrolle von Supermärkten, Drogeriemärkten und anderen Einzelhandelsgeschäften dahingehend, ob dort etwa Waren oder Gegenstände angeboten werden, die der Apothekenpflicht unterliegen und dort nicht angeboten werden dürfen.
Auch die Einhaltung der Vorschriften der Berufsgenossenschaft unterliegt dem Aufgabenbereich der Apothekenaufsicht.
Der Amtsapotheker übernimmt auch die Tätigkeit im Apothekenbereich der Gewerbeaufsicht, nicht zuletzt deshalb, da die Apothekenbetriebsordnung ein Teil der Gewerbeordnung ist.
Die Apotheke, als Unternehmen betrachtet, ist ein Gewerbebetrieb, der der Gewerbesteuer unterliegt.

### Sachkundige Person
Eine besondere Verantwortung kann der Apotheker in der Funktion der so genannten sachkundigen Person (engl.: qualified person, QP) innehaben. Die hierfür gesetzlich festgelegte Eignung verlangt zusätzlich zu einer zweijährigen Tätigkeit in der Arzneimittelprüfung die Approbation als Apotheker (alternativ möglich ist ein Hochschulstudium der Chemie, Biologie, Human- oder Veterinärmedizin plus dem Nachweis umfangreicher Kenntnisse in den verschiedensten pharmazeutischen Grundfächern). Die sachkundige Person ist in letzter Stufe dafür verantwortlich, dass jede Produktionscharge eines Arzneimittels entsprechend den gesetzlichen Vorschriften hergestellt und geprüft wurde. Sie hat die Einhaltung dieser Vorschriften für jede Arzneimittelcharge in einem fortlaufenden Register oder einem vergleichbaren Dokument vor deren Inverkehrbringen zu bescheinigen.

## Österreich
Die Ausbildung zum Apothekerberuf erfolgt über ein Studium der Pharmazie, welches mit einem Diplom abgeschlossen wird. Das Studium ist in Österreich an den Universitäten in Graz, Innsbruck und Wien möglich. Studienvoraussetzung ist die Reifeprüfung und in bestimmten Fällen zusätzlich noch Ergänzungsprüfungen in Biologie und/oder Latein.
Gesetzlich ist eine Mindeststudiendauer von 9 Semestern vorgeschrieben. Das Studium ist in drei Abschnitte unterteilt. Der erste Studienabschnitt umfasst zwei Semester, der zweite beträgt fünf Semester und der dritte zwei Semester. Jeder Abschnitt wird mit einer Diplomprüfung abgeschlossen.
Sich selbständig machen und eine Apotheke leiten kann man in Österreich erst nach fünfjähriger Tätigkeit als angestellter Apotheker.
Laut österreichischem Apothekengesetz ist es nicht-inländischen EFTA-Bürgern nicht möglich, eine neue Apotheke zu errichten. Diese können lediglich eine Apothekenkonzession für eine seit mindestens drei Jahren betriebene Apotheke erhalten.

## Schweiz
Die Ausbildung zum Apotheker in der Schweiz ist das Pharmaziestudium.
Angeboten wird das Studium an der Universität Basel, der ETH in Zürich und der Universität Genf.
Das Studium ist aufgeteilt in eine 3-jährige Bachelorstufe und eine 1,5- bis 2-jährige Masterstufe, wobei es zwei verschiedene Abschlüsse gibt: Den Master in Pharmazie (für eidg. dipl. Apotheker) und den Master in pharmazeutischen Wissenschaften (Industrieausrichtung).
In der Schweiz ist die Fachapotheker-Weiterbildung verpflichtend, um eigenständig arbeiten zu dürfen.

## Tätigkeitsfelder von Apothekern

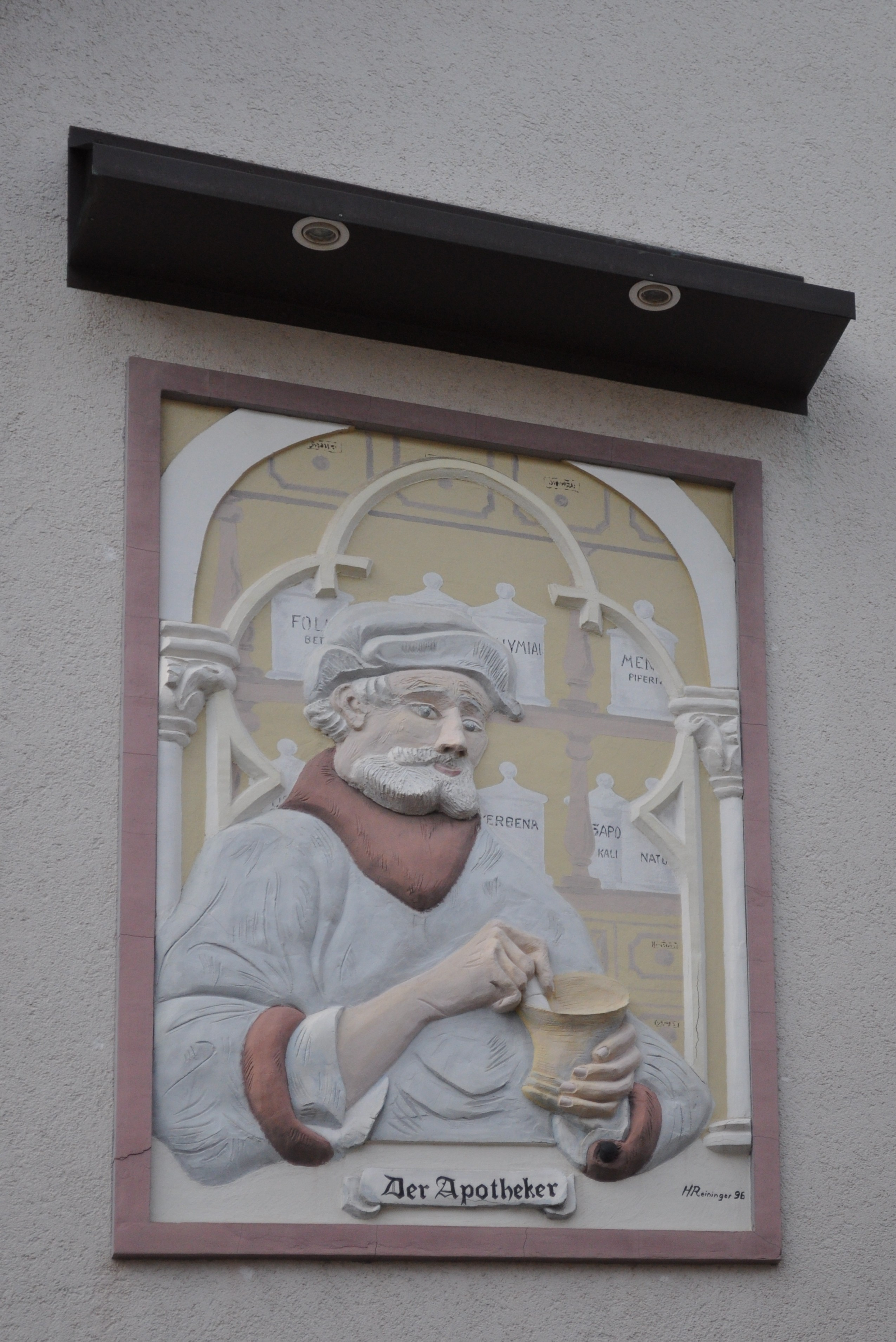
Darstellung eines Apothekers (Löwen-Apotheke Niederhöchstadt).

Die meisten Apotheker arbeiten in der öffentlichen Apotheke. Neben der Offizinapotheke gibt es weitere Berufsfelder wie die Krankenhausapotheke, die öffentliche Verwaltung (Behörden oder Ämter in den Bereichen Gesundheit, Zulassung, Militär, Ministerien, Universitäten), die Krankenkassen und die Pharmaindustrie. In den Apotheken nehmen sie die pharmazeutische Betreuung der Patienten wahr.
In der pharmazeutischen Industrie sind die Aufgabenbereiche für Apotheker vielfältig. Traditionell umfassen sie die Bereiche der Forschung und Entwicklung von neuen Arzneimitteln und der Arzneimittelherstellung und der Arzneimittelprüfung. Eine besondere Verantwortung kann der Apotheker in der Funktion der so genannten sachkundigen Person (Deutschland) bzw. Fachtechnisch verantwortliche Person (Schweiz) innehaben.
Im Marketing, im Bereich der regulatorischen Angelegenheiten und in der Funktion als Informationsbeauftragter erschließen sich dem Apotheker zusätzliche Tätigkeitsfelder.

## Bekannte Apotheker
Mit der erstmaligen Isolierung des Alkaloids Morphin als (haupt-)wirksamem Inhaltsstoff von Opium gelang Friedrich Wilhelm Sertürner um 1805 ein großer Fortschritt hin zur Präzisierung der Schmerztherapie.
August Oetker (1862–1918) war Erfinder des gebrauchsfähigen Backpulvers („Backin“) und Gründer der Nährmittelfabrik Dr. Oetker. Die Gründer vieler deutscher Pharmaunternehmen wie Ernst Schering (Gründer des Vorläuferunternehmens der Schering AG), Emanuel Merck (Gründer der Firma Merck KGaA), Friedrich Pascoe oder Carl Leverkus (Gründer des Vorläuferunternehmens der Bayer AG und Namensgeber der Stadt Leverkusen) waren Apotheker wie auch John Pemberton, der Erfinder der Coca-Cola-Rezeptur. Der Apotheker Felix Hoffmann war maßgeblich an der Entwicklung von Aspirin für die Firma Bayer beteiligt.
Max von Pettenkofer (1818–1901), Apotheker und Arzt war Begründer des Max von Pettenkofer-Institut in München.
Andere bekannte Apotheker sind der „Vater der Raufasertapete“ Heinrich Wilhelm Hugo Erfurt (1834–1922), der „Zementmischer“ Gustav Ernst Leube (1808–1881), James Parkinson (Namensgeber der Parkinson-Krankheit), der Brite John Langdon-Down (1828–1896) (Namensgeber des Down-Syndroms), Nostradamus und der österreichische Lyriker Georg Trakl (1887–1914), der allerdings durch die Beschäftigung in der Apotheke immer mehr dem Rauschmittelkonsum verfiel, der auch schon vorher sein Leben prägte und dann auch in den Tod trieb.
Einige Apotheker sind als Schriftsteller bekannt geworden (Ludwig Bechstein, Theodor Fontane, Georg Trakl), andere als Maler (Carl Spitzweg).
Besondere Verdienste um die Ausbildung der Apotheker im 19. Jahrhundert hatte Johann Bartholomäus Trommsdorff. Magdalena Meub (später Neff) studierte als erste Studentin an der TH Karlsruhe Pharmazie und war nach dem Examen um 1905 die erste approbierte Apothekerin Deutschlands.